# Bonnierella abyssi
Bonnierella abyssi is een vlokreeftensoort uit de familie van de Ischyroceridae. De wetenschappelijke naam van de soort is voor het eerst geldig gepubliceerd in 1900 door Chevreux.